# Evelyn García
Evelyn Yesenia García Marroquin (Santa Ana, 29 december 1982) is een Salvadoraans voormalige wielrenster. 
García Marroquin kwam voor El Salvador in 2008 op de Olympische Zomerspelen uit in het baanwielrennen waarbij ze 13e werd op het onderdeel individuele achtervolging en 16e in de puntenkoers. In de  wegwedstrijd in 2012 tijdens de Spelen in Londen finishte ze als 26e.

## Overwinningen
2004
Proloog, 1e en 2e etappe Ronde van El Salvador
Eindklassement Ronde van El Salvador
2005
5e etappe Ronde van El Salvador
2006
3e (ITT), 5e en 6e etappe Ronde van El Salvador
Eindklassement Ronde van El Salvador
2009
1e, 2e en 5e etappe Ronde van Costa Rica
Eindklassement Ronde van Costa Rica
2012
Grand Prix GSB
2013
1e etappe Ronde van Costa Rica
2015
Nationaal kampioene tijdrijden
Nationaal kampioene wegwedstrijd
2017
Nationaal kampioene tijdrijden
Nationaal kampioene wegwedstrijd
2021
Centraal-Amerikaans kampioene tijdrijden